# Михайловка (Лиманський район)
Михайловка (рос. Михайловка) — село у Лиманському районі Астраханської області Російської Федерації.
Населення становить 1122 особи. Входить до складу муніципального утворення Робітниче селище Лиман.

## Історія
Населений пункт розташований на території українського етнічного та культурного краю Жовтий Клин. Від 1943 року належить до Лиманського району, у 1963-1965 роках — Ікрянинського району.
Згідно із законом від 6 серпня 2004 року органом місцевого самоврядування є Робітниче селище Лиман.

## Населення
| 2002  | 2010  | 2012  | 2013  | 2014  | 2015  | 2016  |
| ----- | ----- | ----- | ----- | ----- | ----- | ----- |
| 1331  | ↘1165 | ↗1172 | ↘1144 | ↘1130 | ↗1140 | ↗1154 |
| 2017  |       |       |       |       |       |       |
| ↘1122 |       |       |       |       |       |       |